# شاه حسين أتابك
شاه حسين بن عز الدين محمد بن شجاع الدين محمود بن عز الدين حسين.
أتابك لورستان التاسع عشر من عائلة الاتابكة بني خورشيد.
والحاكم الخامس من الأسرة الحسينية (أسرة عز الدين حسين أتابك).

## توليه الحكم
بعد أن توفي الأتابك السابق سيدي أحمد أتابك عام 1412م أنتقل الحكم والقيادة الحربية لشقيقه شاه حسين أتابك.

## حكمه
أستمر الأتابك حسين شاه على نفس نهج شقيقه الراحل الأتابك سيد أحمد الذي توفي عام 1412م بعد ان أقلق المغول بغاراته الخاطفة التي قام بها ثأراً لمقتل والده الأتابك عز الدين ملك الرابع عام 1401م.
بعد أن تسلم شاه حسين القيادة من أخيه سيدي أحمد عمد إلى تكثيف أعداد عساكره وأسلحتهم، ووسع رقعة سلطته وكذلك غاراته على المدن اللورية التي كانت تحت سيطرة المغول وكثف غاراته حتى شملت الأقاليم والولايات المجاورة في بلاد فارس، فأغار في بادئ الأمر على مدينة همدان شمال لورستان وتبعها بأن أغار على ولاية جربادقان (كولپايگان)، حتى وصل بغاراته إلى أنحاء مدينة أصفهان.
في عام 873ھ وصل حاكم الدولة التيمورية أبو سعيد ميرزا حفيد تيمورلنك إلى شمال إيران ثم أذربيجان بعد أن قام بأحتلال العديد من بلدان آسيا الوسطى مثل شمال الهند وخراسان، فنشبت الحرب هناك بينه وبين حاكم دولة الآق قوينلو (الخرفان البيض) الملك حسن قوصون، فخسر الحاكم المغولي في هذه المعركة وأندحر جيشه، فوقع في الأسر فأمر الملك حسن قوصون بإعدامه.
بإعدام حاكم المغول التيموريين أبو سعيد ضعفت سلطة المغول قليلاً في بلاد فارس، فأستغل الاتابك حسين شاه الأوضاع فسير جيشاً استولى به على مدينة همدان نفسها، ثم اتجه إلى إقليم شهرزور شمالاً للسيطرة عليه.

## نهاية حكمه
بعد أن أتجه إلى إقليم شهرزور للسيطرة عليه، كان أحد حكام تلك الأقاليم المُنصب من قبل المغول والذي يدعى (پير علي بن علي شكر بيگ) قد سمع بأمر سيطرة الأتابك على مدينة همدان ودخوله إلى إقليم شهرزور، فخطط لقتل الأتابك، و بالفعل حُضر كمين للأتابك وتم الهجوم عليه بغتة في شهرزور مع 500 شخص مرافق له من قادة حكومته وحرسه، فقُتل أغلبهم بما فيهم الأتابك على إثر ذلك الهجوم.
بعد أن قُتل الأتابك شاه حسين مع مرافقيه عام 1468م، خلفه بالحكم ابنه وولي عهده الأمير شاه رستم في العاصمة خرم آباد.